# Chasan Dżyjenbajew
Chasan Dżyjenbajew (ros. Хасан Джиенбаев, ur. 1902, zm. w listopadzie 1938 k. wsi Tasz-Döbö w Kirgiskiej SRR) – działacz partyjny i państwowy Kirgiskiej SRR.

## Życiorys
Od 1919 należał do RKP(b), 1919–1921 służył w Armii Czerwonej, uczył się w Komunistycznym Uniwersytecie Pracujących Wschodu, od 1926 pracował w organach Komsomołu, 1928–1929 był zastępcą kierownika wydziału rejonowego komitetu KP(b)U w Kadijewce. W latach 1929–1931 był przewodniczącym Rady Spółdzielni Rolniczych Kirgiskiej ASRR, 1931–1933 sekretarzem odpowiedzialnym bazar-kurganskiego rejonowego komitetu WKP(b) w Kirgiskiej ASRR, 1933–1934 kierownikiem Wydziału Organizacyjnego Kirgiskiego Komitetu Obwodowego WKP(b), a 1934–1935 kierownikiem Wydziału Rolnego Kirgiskiego Komitetu Obwodowego WKP(b). Od 30 czerwca 1935 do 5 czerwca 1937 był II sekretarzem Kirgiskiego Komitetu Obwodowego WKP(b), a od 16 czerwca do 10 października 1937 II sekretarzem KC Komunistycznej Partii (bolszewików) Kirgizji. We wrześniu 1937 został aresztowany podczas wielkiej czystki, następnie skazany na śmierć i rozstrzelany.